# Suetskij rajon
Il Suetskij rajon (in russo Суетский район?) è un rajon del kraj dell'Altaj, nella Russia asiatica.